# Eucyclopera abdulla
Eucyclopera abdulla là một loài bướm đêm thuộc phân họ Arctiinae, họ Erebidae.